# Dipoena lugens
Dipoena lugens är en spindelart som först beskrevs av O. Pickard-Cambridge 1909.  Dipoena lugens ingår i släktet Dipoena och familjen klotspindlar. Inga underarter finns listade i Catalogue of Life.